# MWC 656
MWC 656 eller HD 215227, är en röntgendubbelstjärna belägen i den mellersta delen av stjärnbilden Ödlan. Den har en skenbar magnitud av ca 8,75 och kräver en stark handkikare eller ett mindre teleskop för att kunna observeras. Baserat på parallax enligt Gaia Data Release 3 på ca 0,486 mas beräknas den befinna sig på ett avstånd av ca 6 700 ljusår (ca 2 060 parsec) från solen. Den rör sig närmare solen med en heliocentrisk radialhastighet av ca -560 km/s. Stjärnan ansågs en gång ingå i Lacerta OB1-föreningen av samrörliga stjärnor, men avståndsberäkningen placerar den långt förbi den gruppen.

## Observation
Den 11 augusti 1935 hittade R. F. Sanford en svag emissionslinje av väte-β i stjärnas spektrum, och den ingick i 1943 års tillägg till Mount Wilsons katalog över liknande stjärnor med betexkningen MWC 656. År 1964 tilldelades den en spektralklass B-5:ne, där 'n' betyder att den visar 'nebulära' linjer på grund av snabb rotation, och 'e' visar att den har emissionslinjer. Suffixet ':' anger viss osäkerhet om klassificeringen. Den infördes i en katalog över Be-stjärnor 1982. År 2005 visade den sig den ha hög projicerad rotationshastighet på 305 km/s.
År 2009 upptäckte AGILE-satelliten en närliggande källa för gammastrålning på över 100 MeV. Denna källa fick identifieraren AGL J2241+4454. HD 215227 är den enda lämpliga optiska motsvarigheten att ligga inom 0,6°-felcirkel. Spektra från stjärnan visar tecken på emission från en omgivande stoftskiva, såväl som absorption från en skalfunktion. Snabba förändringar i emissionslinjens variabilitet tyder på en följeslagare i omloppsbana som interagerar med skivan. Hipparcos ljuskurvdata anger en omloppsperiod på 60,37 ± 0,04 dygn. Detta bekräftades 2012 via mätningar av radiell hastighet av heliumlinjer i fotosfären av Be-stjärnan.
Förfinade mätningar 2014 av radiell hastighet visade en massiv följeslagare med en massa av 3,8–6,9 solmassor, förutsatt att Be-stjärnan har en massa av 10–16 solmassor. En huvudserieföljeslagare med en så hög massa bör dock vara lätt synlig i det optiska bandet. På samma sätt passar inte en subdvärg eller en avskalad heliumkärna från en massiv stamstjärna in på observationerna. Massan är för stor för en vit dvärg eller en neutronstjärna, vilket lämnar ett svart hål med stjärnmassa som den enda troliga kandidaten. En svag röntgenstrålning upptäcktes senare samma år med en total ljusstyrka på(3,7 ± 1,7) × 1031 erg/s, vilket gör objektet till en röntgendubbelstjärna med hög massa. Denna ljusstyrka överensstämmer med ett stjärnlikt svart hål i stillastående – vilket betyder att mycket lite material matas in i det svarta hålet från primärstjärnan.
Detta var den första rapporterade dubbelstjärnan som kombinerar ett svart hål med en Be-stjärna. Emellertid har många Be-stjärnor nu visat sig ha subdvärg-OC-följeslagare, och egenskaperna hos dessa verkar likna MWC 656. Upptäckten 2022 av tidvattenförvrängning av skivan som kretsar kring Be-stjärnan ogiltigförklarade den ursprungliga radiella hastighetsamplituden, vilket ifrågasatte massuppskattningarna från 2014. Korrigeringen för detta utesluter förmodligen en följeslagare med svart hål. Emission från joniserat helium nära följeslagaren verkar dubbeltoppad, vilket tyder på att det finns en kretsande ackretionsskiva som matas från skivan som kretsar kring Be-stjärnan. Reviderade mätningar som rapporterades 2023 fann ett massintervall på 0,94 till 2,4 solmassor för följeslagaren, vilket betyder att den istället är en neutronstjärna, en vit dvärg eller en het heliumstjärna.